# Дьомін Володимир Іванович
Володи́мир Іва́нович Дьо́мін (1906—1988) — співробітник радянських органів безпеки, генерал-майор (1945).

## Біографія
у 1922 році закінчив робітничу школу у Волочиську. Поденник, співробітник прикордонного посту, ремонтний робітник, завідувач відділу районного комітету комсомолу в Україні (1922—1926). З 1926 року служив на різних посадах в ОДПУ. У 1940-х начальник 2-го відділення 3-го спеціального відділу НКВС СРСР, заступник начальника Управління НКВС Чернігівської області. З 15 серпня 1941 року по серпень 1944 року заступник начальника Управління НКДБ/НКВС Карельської АРСР, учасник партизанського руху в роки німецько-радянської війни. З 9 жовтня 1944 року по 5 червня 1947 року начальник Управління НКВС-МВС Архангельської області. У 1947—1951 роках начальник Управління МВС у Калінінградській області. У 1951—1952 роках заступник начальника Управління МВС Куйбишевської області. Потім заступник начальника Головгідроволгобалтбуду МВС СРСР. У 1952—1953 роках начальник Волго-Балтійського ВТТ МВС СРСР. У 1953 році начальник Управління МВС Полтавської області. У 1953—1954 роках заступник начальника Управління МВС Харківської області.

### Звання
- 28.02.1939 — старший лейтенант державної безпеки;
- 1940-ті — підполковник державної безпеки;
- 06.11.1944 — полковник державної безпеки;
- 29.03.1945 — комісар державної безпеки;
- 09.07.1945 — генерал-майор.

### Нагороди
- орден Леніна (20.03.1952);
- орден Червоного Прапора (12.11.1946);
- 2 ордени Вітчизняної війни І ступеня (02.12.1945, 11.03.1985);
- 2 ордени Червоної Зірки (20.09.1943, 15.01.1945);
- медалі СРСР;
- знак «Заслужений працівник НКВС» (06.09.1942);
- знак «50 років перебування у КПРС».